# Rubus promachonicus
Rubus promachonicus är en rosväxtart som beskrevs av Abraham van de Beek. Rubus promachonicus ingår i släktet rubusar, och familjen rosväxter. Inga underarter finns listade i Catalogue of Life.

## Bildgalleri

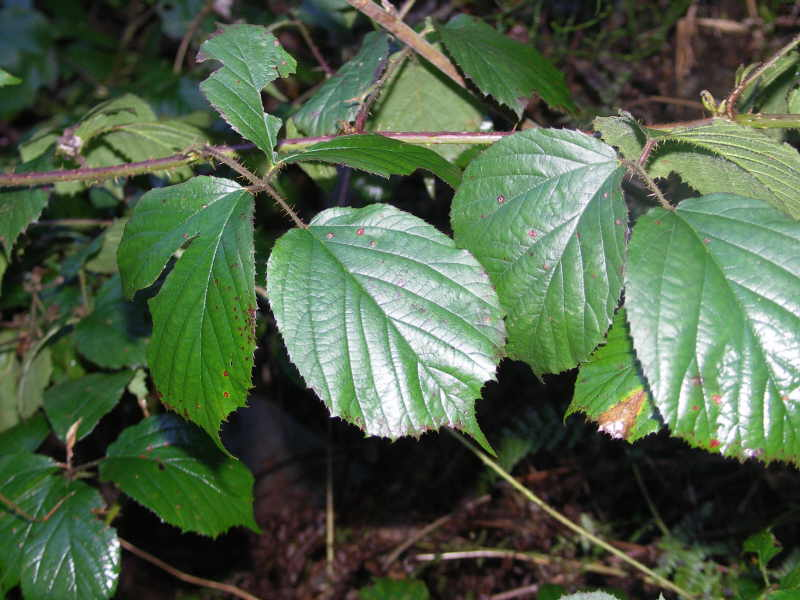